# Le Baptême du Christ (Titien)
Pour les articles homonymes, voir Le Baptême du Christ.
Le Baptême du Christ est une peinture à l'huile sur panneau de bois de 115 × 89 cm réalisé par le  Titien, en  1512, et conservée aux Musées du Capitole à Rome. 

## Histoire
L'œuvre est mentionnée par Marcantonio Michiel en 1531, dans la maison vénitienne du marchand espagnol Giovanni Ram, commanditaire de l'œuvre, lequel est représenté en bas à droite. Les premières études ont émis des doutes sur l'attribution de l'œuvre à Titien, probablement en raison de son mauvais état de conservation, mais aujourd'hui ces réserves n'ont plus lieu. La toile est datée de 1512 environ, ce qui la rapproche de la période des Trois âges de l'homme (conservée à la National Gallery of Scotland d'Edimbourg).

## Description
Dans un paysage boisé a lieu le Baptême du Christ, en présence donc du commanditaire, qui est figuré en bas à droite. La disposition des personnages et l'emploi des couleurs créée une ambiance typique du style de Titien. La tunique du Christ, posée à gauche, ajoute une teinte vive à la palette de couleurs. 